# Прапор Сватівського району
Пра́пор Сва́тівського райо́ну затверджений 29 квітня 2004 р. рішенням Сватівської районної ради.

## Опис
Прямокутне полотнище із співвідношенням сторін 2:3 розділене на дві горизонтальні рівновеликі частини — жовту та зелену. У центрі — герб району.